# Кузьменко Ярослав Володимирович
Ярослав Володимирович Кузьменко (12 лютого 1980 — 14 жовтня 2022) — український військовослужбовець, офіцер, учасник війни з Росією.

## Життєпис
Народився 12 лютого 1980 в селищі Варва на Чернігівщині. 
Вищу юридичну освіту здобув у Національній податковій академії.
З 2001 року жив у Фастові на Київщині. Працював у поліції: пройшов шлях від помічника уповноваженого до начальника карного розшуку, отримав звання майора, обіймав керівні посади в державних установах.
Був відзначений нагородою за сумлінну службу. Любив природу і працювати на землі, добре знався на автомобілях. 
Останнім часом[коли?] займався перевезенням небезпечних вантажів. Саме тому, маючи досвід та будучи безстрашним, вже на третій день після початку повномасштабного вторгнення у складі 208 окремого батальйону територіальної оборони Фастівщини возив пальне з небезпечного на той час Борисполя. Командував 2 взводом. Пізніше воював на східному напрямі, боронити Україну там.
Загинув 14 жовтня 2022 року під час виконання бойового завдання в районі с. Торське на Донеччині.
Похований на Алеї Слави в м. Фастові.
Нагороджений орденом Богдана Хмельницького ІІІ ступеня (посмертно).